# Juan Matsuoka

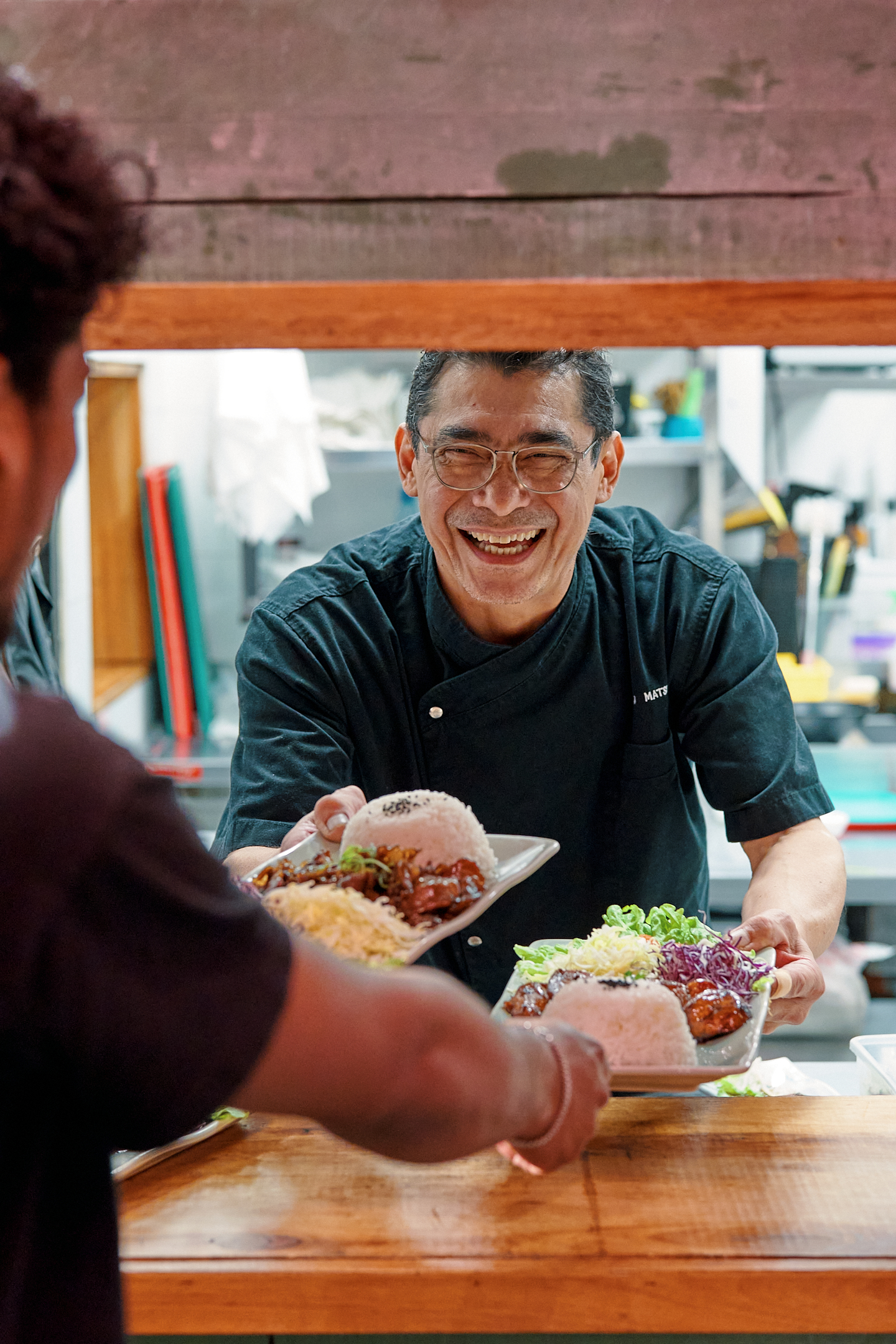

Juan Matsuoka (Formosa, 29 de agosto de 1965) es un chef nikkei argentino, descendiente de japoneses. Es conocido por su trayectoria en la cocina japonesa y nikkei en Argentina, y por su labor en la formación de sushimen y asesoría gastronómica en diversos restaurantes de Buenos Aires y en el exterior.

## Reseña biográfica
A los diez años se trasladó a Japón con su familia, donde tuvo sus primeros acercamientos a la cocina nipona. Allí aprendió sobre la importancia de la frescura y calidad de la materia prima, así como el manejo de pescados, algas y productos locales.
Regresó a Argentina en la década de 1980 e inició su trayectoria en el restaurante **Fujiyoshi**, propiedad de su familia. Posteriormente trabajó en la **Asociación Japonesa**, la **Casa de Té del Jardín Japonés** y en el restaurante **Kasuga** del Hotel Panamericano. Durante la década de 1990 realizó temporadas de eventos gastronómicos en Punta del Este, Uruguay.
En 1991 regresó a Japón para perfeccionarse en la cocina kaiseki en el restaurante **San Sui Tei**, en la prefectura de Ibaraki, donde también profundizó en técnicas de cuchillos y cortes tradicionales.  
En 2002 volvió a Buenos Aires para participar en la inauguración del restaurante **Kitayama** en Belgrano. Un año más tarde, en 2003, abrió **Irifune**, que se convirtió en uno de los restaurantes japoneses más reconocidos de Buenos Aires.
Posteriormente desarrolló proyectos propios como **Restó Matsuoka** (2011‑2014) y **Matsuoka Sushi Restó** (2018‑2019). También fue asesor gastronómico del grupo Fujisan (Fujisan, Nobiru, Miyako y Nippori) y trabajó temporalmente en Bari, Italia, colaborando en la apertura de seis restaurantes.  
En 2020 creó su servicio de catering **Umamiya Sushi** y se incorporó al grupo internacional **Osaka**, donde contribuyó con propuestas de cocina nikkei que combinan técnicas japonesas y peruanas.

## Distinciones
- Reconocido como formador de sushimen dentro de la comunidad gastronómica japonesa en Argentina.[4]
- Mencionado en medios especializados por su contribución a la difusión de la cocina nikkei en Buenos Aires.[4]